# Lijst van rijksmonumenten in Veendam (gemeente)

De gemeente Veendam

De gemeente Veendam telt 84 inschrijvingen in het rijksmonumentenregister. Hieronder een overzicht.

## Bareveld
De plaats Bareveld telt 1 inschrijving in het rijksmonumentenregister.
| Object                                                                    | Oorspronkelijke functie? | Bouwjaar        | Architect | Locatie        | Coördinaten?                 | Nr.?  | Afbeelding        |
| ------------------------------------------------------------------------- | ------------------------ | --------------- | --------- | -------------- | ---------------------------- | ----- | ----------------- |
| Boerderij van het brede in de veenkoloniën gebruikelijke Oldambtster type | Boerderij                | midden 19e eeuw |           | Bareveldkade 5 | 53° 3' 19" NB, 6° 50' 57" OL | 36879 | Meer afbeeldingen |

## Borgercompagnie
De plaats Borgercompagnie telt 14 inschrijvingen in het rijksmonumentenregister. Zie de Lijst van rijksmonumenten in Borgercompagnie voor een overzicht. Het dorp ligt slechts ten dele in de gemeente Veendam, andere gedeelten liggen in de gemeentes Hoogezand-Sappemeer en Menterwolde.

## Veendam
De plaats Veendam telt 41 inschrijvingen in het rijksmonumentenregister. Zie de Lijst van rijksmonumenten in Veendam (plaats) voor een overzicht.

## Wildervank
De plaats Wildervank telt 17 inschrijvingen in het rijksmonumentenregister. Zie de Lijst van rijksmonumenten in Wildervank voor een overzicht.

## Wildervanksterdallen
De plaats Wildervanksterdallen telt 1 inschrijving in het rijksmonumentenregister.
| Object                                                                                          | Oorspronkelijke functie? | Bouwjaar | Architect | Locatie                 | Coördinaten?                 | Nr.?  | Afbeelding                                                                                      |
| ----------------------------------------------------------------------------------------------- | ------------------------ | -------- | --------- | ----------------------- | ---------------------------- | ----- | ----------------------------------------------------------------------------------------------- |
| Boerderij met kort voorhuis tegen hoger opgaande schuur waarin de ingang tot de woning is gevat | Boerderij                | 1900     |           | Wildervanksterdallen 10 | 53° 3' 45" NB, 6° 53' 24" OL | 36878 | Boerderij met kort voorhuis tegen hoger opgaande schuur waarin de ingang tot de woning is gevat |

## Zuidwending
De plaats Zuidwending telt 3 inschrijvingen in het rijksmonumentenregister.
| Object                                    | Oorspronkelijke functie? | Bouwjaar          | Architect | Locatie           | Coördinaten?                 | Nr.?   | Afbeelding                                |
| ----------------------------------------- | ------------------------ | ----------------- | --------- | ----------------- | ---------------------------- | ------ | ----------------------------------------- |
| De Wigge, villa                           | Woonhuis                 | 1929 1966 (verb.) |           | Zuidwending 4     | 53° 5' 45" NB, 6° 54' 56" OL | 515385 | Upload foto                               |
| De Wigge, tweekapsschuur met dienstwoning | Boerderij                | 1928              |           | Zuidwending 2     | 53° 5' 45" NB, 6° 54' 53" OL | 515386 | De Wigge, tweekapsschuur met dienstwoning |
| De Wigge, schuurtje bij villa             | Boerderij                | 1928              |           | bij Zuidwending 4 | 53° 5' 45" NB, 6° 54' 56" OL | 515387 | Upload foto                               |

Eemsdelta ·
Groningen ·
Het Hogeland ·
Midden-Groningen ·
Oldambt ·
Pekela ·
Stadskanaal ·
Veendam ·
Westerkwartier ·
Westerwolde